# Cerasus henryi
Cerasus henryi là loài thực vật có hoa trong họ Hoa hồng. Loài này được (C.K. Schneid.) T.T. Yu & C.L. Li mô tả khoa học đầu tiên năm 1986.